# Frenológia

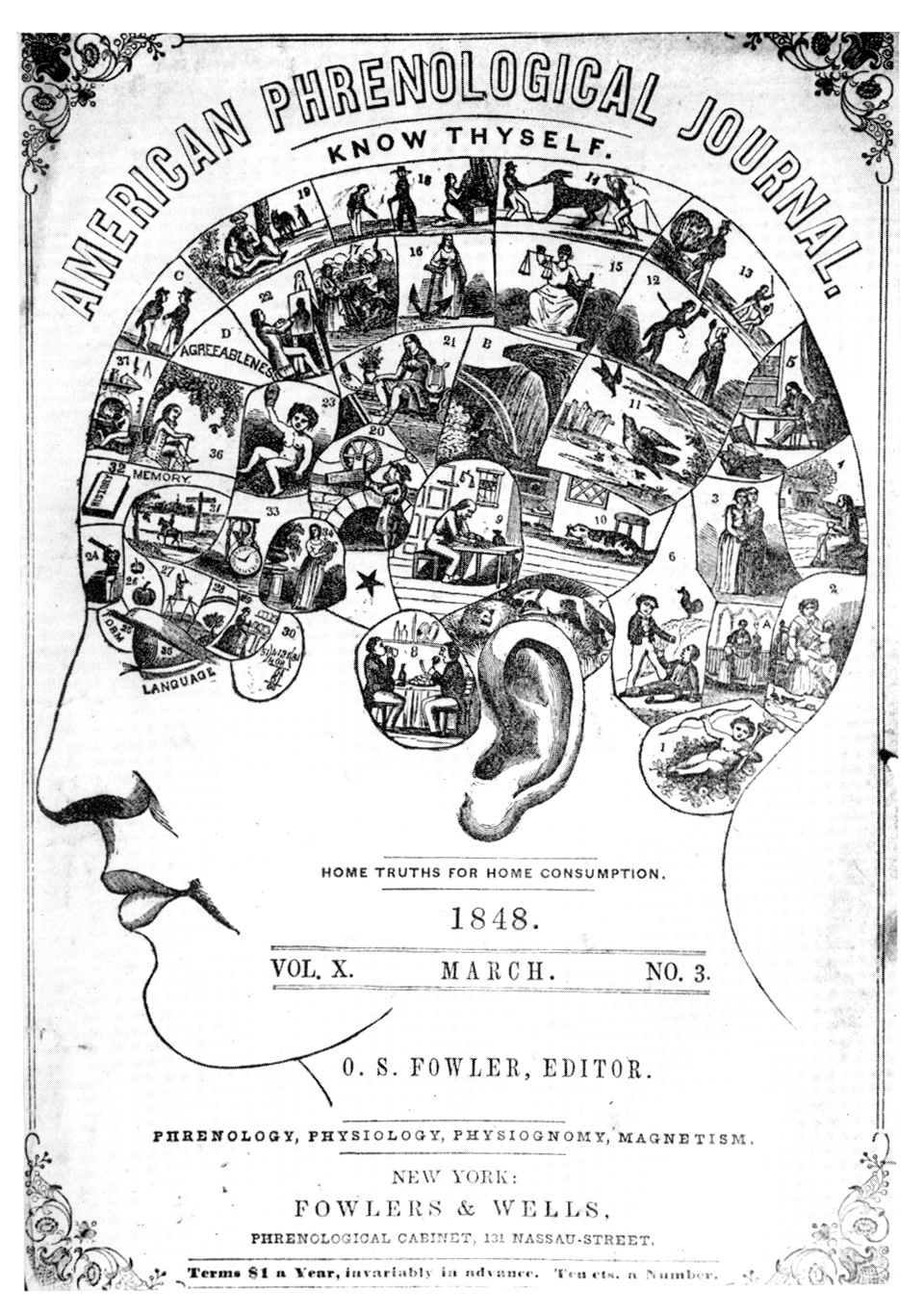
Amerikai sajtótermék a témában (1848)

A frenológia (görög: φρήν, phrēn, "elme"; és λόγος, logos, "tudomány") az emberi koponya mérésével foglalkozó áltudomány, mely 1810–40 között volt különösen népszerű.

## Keletkezése
Franz Gall osztrák anatómus és fiziológus által 1796-ban kifejlesztett tudományág rendkívüli népszerűségnek örvendett a 19. század elején. A frenológusok úgy gondolták, hogy az ún. „agyi dudorok” meghatározhatják az ember jellemvonásait. A dudorok minden ember esetében eltérő helyen vannak, amelyek az egymástól független mentális képességekkel vannak kapcsolatban. Azt gondolták, hogy a koponyacsont hozzáigazodott az agy egyes sajátos területeinek különböző méreteihez. Tehát az emberi koponya külső jellemzői alapján következtetni lehetett az ember értelmi képességére és jellembeli tulajdonságaira. Mint egyfajta személyiségelméletet, a frenológiát fejlődésnek lehet tekinteni a régi orvosi elméletekhez képest. A frenológiát, ami elsősorban a személyiségre és karakterre összpontosít, meg kell különböztetni a koponyaméréstantól, ami a koponya méretét, tömegét és formáját tanulmányozza, valamint a fiziognómiától, ami az arcvonásokat tanulmányozza.
A frenológia fő központja Edinburgh volt, ahol 1820-ban létrejött az Edinburghi Koponyatani Társaság. 1843-ban François Magendie a frenológiát „napjaink áltudományának” nevezte, bár a frenológiai gondolkodás nagy befolyással bírt a 19. századi pszichiátriára és a modern idegtudományra.

## Története
A német orvos, Franz Joseph Gall (1758-1828) volt az első próbálkozó, aki megpróbálta megmérni a koponya formáját, és annak a jellemmel való állítólagos kapcsolatát. Gall egyike volt azoknak a kutatóknak, akik úgy gondolták, hogy az agy a forrása minden mentális tevékenységnek. 
1809-ben Gall elkezdte írni legnagyobb munkáját, amelyben azt a lehetőséget írta le, hogy az emberek és az állatok fejük alakjának vizsgálatával meg tudunk állapítani számos szellemi és erkölcsi természetet. E fő mű bevezetőjébe Gall leírta dogmatikai elveit, amik a frenológia szellemi alapját tartalmazzák:
- A morális (erkölcsi) és a szellemi képességek velünk született képességek
- A gyakorlatuk vagy megnyilvánulásuk a szervezettől függ
- Az agy az ember értelmet hordozó szerve, különálló részeinek mindegyike különböző hajlamot vagy személyiségjegyet (gondoskodás, humor, önzés, szadizmus stb.) reprezentál
- A koponya felveszi az agy alakját, és ezért annak különböző részei a kérdéses terület fejlettségét mutatják

Gall legfontosabb munkatársa Johann Spurzheim (1776-1832) volt, aki sikeresen terjesztette a frenológiát az Egyesült Királyságban és az Egyesült Államokban. Ő népszerűsítette a frenológia kifejezést (a görög „phrenos” szóból, aminek agy a jelentése, összehasonlítva a "schizophrenia" : szkizofrénia szóval). Spurzheim, erkölcsi és vallási okokból átnevezte a Gall által az agyfelületen kijelölt 26 területet, amelyeket szerinte keskeny, üres sávok választanak el egymástól.
További jelentős frenológusok voltak a skót testvérek, George Combe (1788-1858) és Andrew Combe (1797-1847), akik kezdeményezésére létrejött az Edinburghi Koponyatani Szervezetet. Ehhez az edinburghi csoporthoz tartozott még számos rendkívül befolyásos társadalmi reformer és értelmiségi, köztük a laptulajdonos Robert Chambers, a csillagász John Pringle Nichol, az evolúciós környezetvédő Hewett Cottrell Watson és a menekültügyi reformer William AF Browne. George Combe volt a szerzője a frenológia és a mentálhigiénia néhány igen népszerű művének, mint például Az ember alkotmánya (1828) és a Frenológia elemei.
Az amerikai testvérek Lorenzo Niles Fowler (1811-1896) és Orson Squire Fowler (1809-1887) koruk vezető frenológusai voltak. Lorenzo legtöbb idejét Angliában töltötte, ahol a kezdeményezésére létrejött a híres koponyatani kiadó, és jelentős hírnevet szerzett a frenológiai feje (egy porcelánfej, ami a frenológiai képességeket mutatja), ami a tudományág jelképévé vált.
Viktória brit királynőről elnevezett viktoriánus korban (1837-1901) a frenológia egyre elterjedtebbé vált, és ez hatással volt az akkori irodalomra és regényekre. Számos neves közéleti alak, mint például Reverend Henry Ward Beecher (Orson Fowler főiskolai csoporttársa majd későbbi partnere) aktívan támogatta a frenológiát, mint pszichológiai betekintést és az önismeret forrását. Emberek ezrei fordultak frenológusokhoz, hogy tanácsot kapjanak különböző ügyekben, mint például alkalmazottak felvétele vagy a megfelelő házastárs megtalálása.
A 19. század közepére a frenológia tudományos körökben visszaszorult, de népszerű pszichológiai irányzatként működött körülbelül olyan módon, mint ahogy a pszichoanalízis áthatotta a társadalmi gondolkodást és a kapcsolatokat egy évszázaddal később.
A frenológiát a főbb tudományok elvetették, és kizárták például a Brit Szövetség a Tudomány Fejlődésértből. Egyes kutatók az asztrológia, a tenyérjóslás területéhez hasonlították, vagy csak egyszerűen „vásári látványosságnak” tartották, míg mások komoly tudományos cikkeket írtak a témában.
A korai 20. századra empirikus cáfolat hatására a legtöbb tudós felhagyott a frenológiával, mint tudománnyal. Egyre több esetben tettek ugyanis olyan megállapításokat, amelyek ellentmondtak a tudomány logikájának. A pszichológiai és pszichiátriai vizsgálatok fejlődésével sok tudós szkeptikussá vált azzal az állítással kapcsolatban, hogy az emberi jellemet meg lehet határozni egyszerű, külső mérésekkel.
2007. október 1-én Michigan állam adót kezdett kiszabni a frenológiai szolgáltatásokért.

## Módszer
A frenológia egy összetett folyamat, amely a koponyadudorok segítségével következtetett az egyéni pszichológiai jellemzőkre. Franz Joseph Gall, a frenológia megteremtője úgy gondolta, hogy az agy 27 különböző szervből áll, és ezek a szervek adják az egyén személyiségét. Az első 19 szervről azt gondolta, hogy más fajoknál is létezik, nem csak embereknél.
A frenológus a koponyatérkép segítségével, az ujjbegyeivel megvizsgálta az adott személy koponyáján lévő domborulatokat és bemélyedéseket, így pontosan meg tudta állapítani, hogy melyik területek alulfejlettek, melyek normálisak, vagy túlságosan fejlettek. Ezután a megvizsgált személyt a frenológus megfelelő beavatkozással vagy tanácsadással kezelt, hogy segítsen neki élete könnyebbé tételében .
A frenológia fénykorában, 1820 és 1840 között gyakran használták arra, hogy megjósolják egy gyermek jövőjét, hogy megállapítsák ki lesz a tökéletes házastárs számára, és hogy biztosítani tudják jövőbeli munkájának hátterét.
Gall listája az agyi szervekről hosszú és különleges, mivel úgy gondolta, hogy minden dudor vagy bemélyedés a páciens koponyájában megfelel az ő „agy térképének”. A megnövekedett dudor azt jelentette, hogy a páciens az adott szervet nagymértékben kihasználja. A 27 területnek különböző funkciója van, a színérzékeléstől a vallásosság valószínűségéig, vagy éppen egy potenciális gyilkosság elkövetéséig. Minden egyes dudor a koponya egy adott területén helyezkedik el.

## A 27 „dudor”

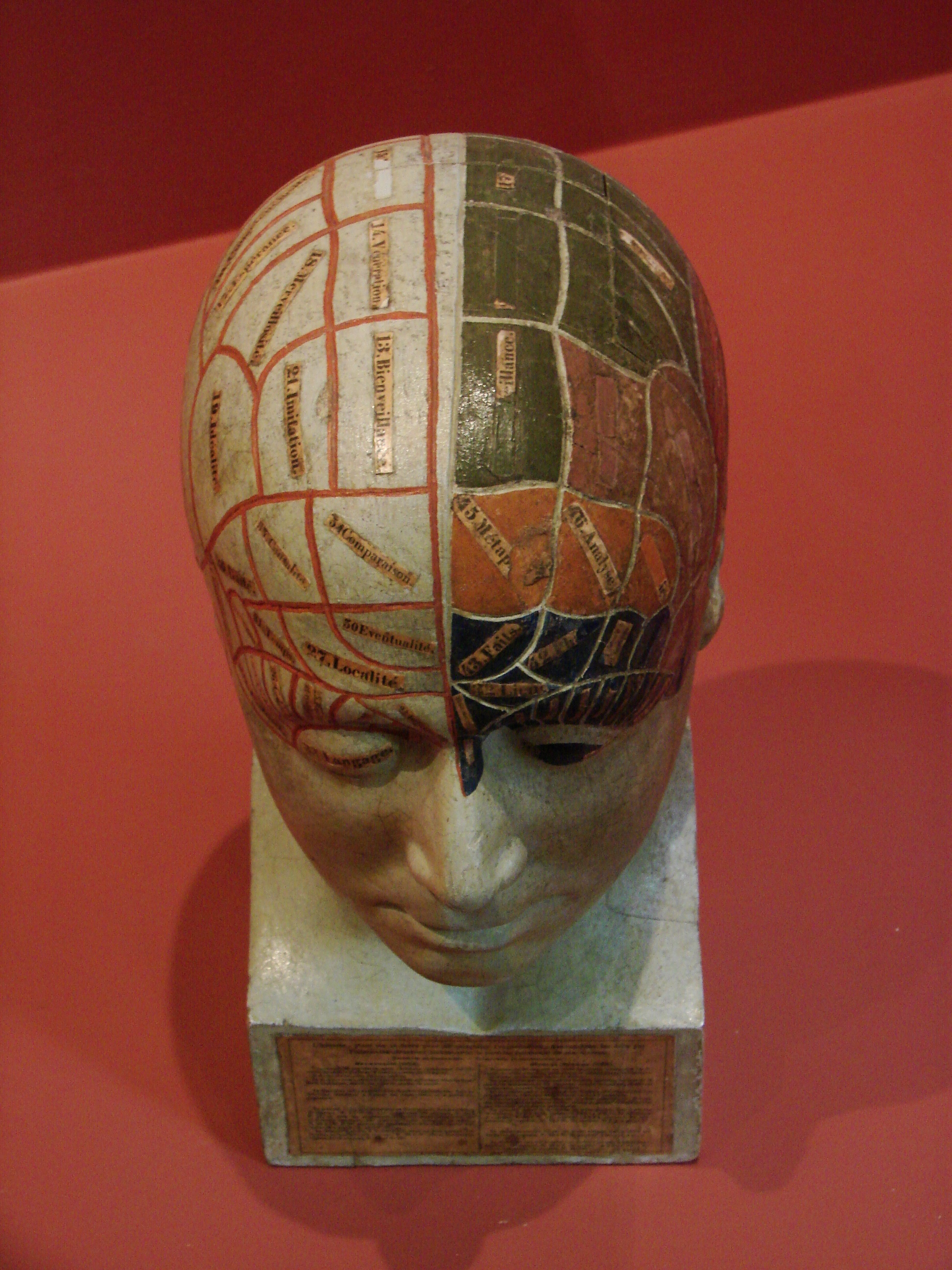
19. századi koponyatani fej, festett fa (Lausanne)

1. a szaporodás ösztöne (a kisagyban található)
2. az utódok szeretete
3. szeretet és barátság
4. az önvédelem és a bátorság ösztöne; hajlam a küzdelemre
5. ragadozó ösztön, a gyilkosságra való hajlam
6. álnokság, ravaszság, leleményesség
7. a tulajdon érzése, élelemraktározás ösztöne (állatoknál), mohóság, a lopásra való hajlam
8. büszkeség, gőg, fennhéjazás, hatalomvágy, fennköltség
9. hiúság, becsvágy,
10. körültekintés, előrelátás
11. memória, tanulás, pontosság
12. helyérzékelés, tér és idő arányai
13. az ember memóriája, az ember érzései
14. a szavak memóriája
15. nyelvérzékelés, beszédérzékelés
16. színérzékelés
17. hangok érzékelése, zenei tehetség
18. számok közötti összefüggés érzékelése
19. mechanikai, építési érzék, építészet tehetsége
20. viszonylagos okosság
21. érzék a metafizikához
22. gúnyosság, humorosság
23. költői tehetség
24. erkölcsi értelemben vett kedvesség, jóakarat, szelídség, együttérzés, érzékenység
25. imitálás, mimikai képességek
26. vallásosság
27. határozottság, állhatatosság, kitartás, makacsság

## A frenológia mint áltudomány
Annak ellenére, hogy a 19. század közepétől a tudósok már elvetették a frenológia gyakorlati alkalmazását, néhány elméleti feltételezése azonban igaznak bizonyult (pl. hogy a különböző mentális folyamatokat lokalizálni lehet az agyban). Karl Popper szerint a frenológiát onnantól tekintették áltudománynak, hogy a frenológusok kockázatos előrejelzéseket tettek, amiket azonban nem tudtak tudományosan alátámasztani. A modern orvostudomány és az idegtudomány fejlődésével a tudósok arra a megállapításra jutottak, hogy koponya külső alakjából nem következtethetünk az ember személyiségére. Ennek ellenére a frenológia történeti szempontból nem volt teljesen értéktelen, hiszen nagyban hozzájárult a neurológiai tudományok és a személyiségzavarral foglalkozó kutatások fejlődéséhez.